# تهدئة

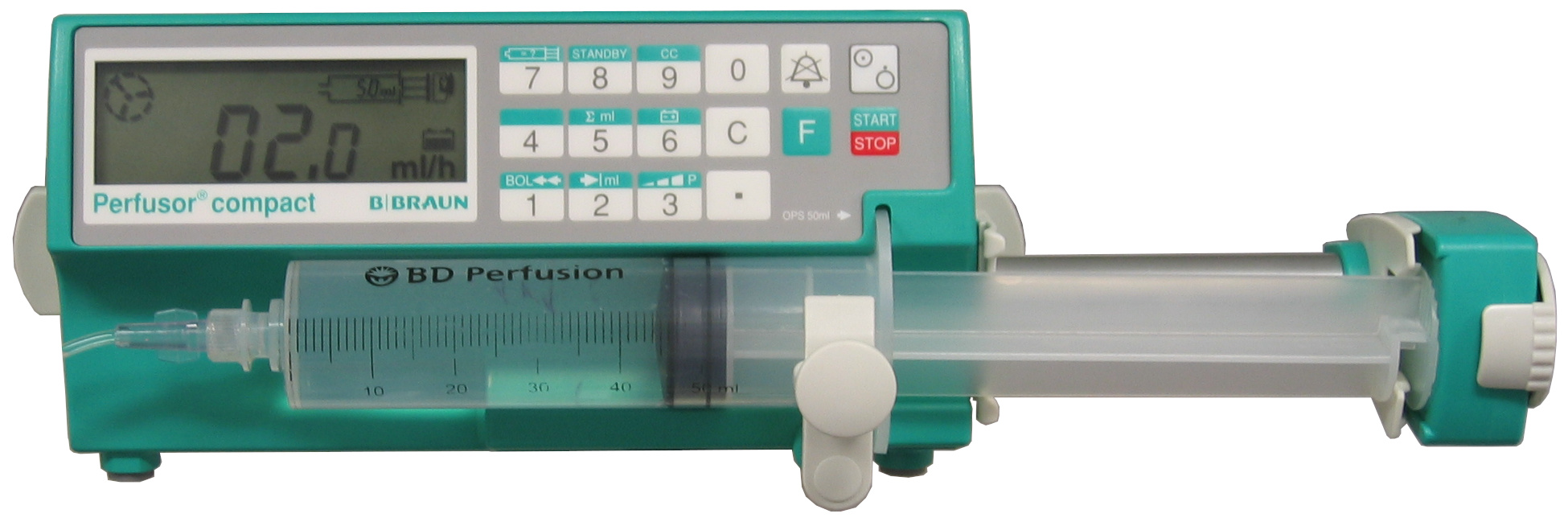

التهدئة (تسكين الألم): هي التقليل من التهيج واثارة التهيج والألم عن طريق استخدام الأدوية المهدئة، وتستخدم بشكل عام لتسهيل العمليات الطبية وإجراءات التشخيص.
الأدوية التي تستخدم تتضمن البروبوفول (دواء منوم), إيتوميدات (دواء مهدئ منوم), كيتامين (للتخدير العام), الفنتانيل (مسكن للآلام ومخدر قوي), ميدازولام (مهدئ ومنوم (.

## الاستخدامات
عادة تستعمل التهدئة (تسكين الألم) في العمليات الجراحية البسيطة مثل التنظير الداخلي وإستئصال الأسهر (قطع قناة المنوية) وطب الأسنان والجِراحَةٌ الاسْتِبْنائِيَّة (الترميمية) وبعض عمليات التجميل وإزالة أضراس العقل أو المرضى الذين لديهم قابلية عالية للاضطراب.
طرق التهدئة (تسكين الألم) في طب الأسنان تتضمن التسكين الإستنشاقي (باستخدام أكسيد النيتروجين) أو عن طريق الفم (تسكين فموي) أو الوريد (IV).
يشار إلى التسكين الاستنشاقي احيانا بأسم التسكين النسبي.
تستخدم التهدئة (تسكين الألم) على نطاق واسع في وحدة العناية المركزة للمرضى الذين يتنفسون عن طريق أنبوب التنفس داخل الرغامى (القصبة الهوائية).

## مخاطر استخدامه
انسداد المسالك الهوائية، انقطاع النفس المؤقت وانخفاض ضغط الدم. تحدث هذه الأعراض غالبا عند استخدام التهدئة وتحتاج إلى وجود خبير صحي (مدرب لكشف وإدارة هذه المشاكلhealth professional).

## مستويات التهدئة
مقاييس التهدئة تستخدم في الحالات الطبية مع الإطلاع على التاريخ الطبي للمريض في تقدير الدرجة الملائمة (المنفذة) لتهدئة المرضى من أجل تجنب التهدئة الأقل من الدرجة المطلوبة (خطر وضع المرضى تحت تجربة الألم أو التوتر), أو التهدئة الأكثر من الدرجة المطلوبة (خطر حدوث أعراض جانبية مثل إعاقة التنفس، وقد يؤدي هذا إلى موت المريض).
المستويات هي:
1-الهياج.
2-الهدوء.
3-الاستجابة للصوت فقط.
4-الاستجابة للتنبيه اللمسي.
5-الاستجابة إلى مؤثرات الألم فقط.
6-عدم الاستجابة إلى مؤثرات الألم.
من الأمثلة على مستويات التهدئة:
MSAT (Minnesota Sedation Assessment Tool), UMMS (University of Michigan Sedation Scale), The Ramsay Scale (Ramsay et al.1979), RASS (Richmond Agitation Sedation Scale).
يعرف المجتمع الأميركي لخبراء علم التخدير إستمرارية التهدئة حسب دوام مفعولها كالتالي:
1-الحد الادنى من التهدئة: استجابة طبيعية للمؤثرات اللفظية.
2-التهدئة المعتدلة: استجابة هادفة للمؤثرات اللفظية/اللمسي (عادة يشار اليها «التهدئة الواعية»).
3-التهدئة العميقة: استجابة هادفة لمؤثرات الألم أو للمؤثرات المكررة.
4-التخدير العام: المريض غير قابل للاستثارة حتى مع مؤثرات الألم.
في المملكة المتحدة، تعد التهدئة العميقة جزءا من التخدير العام، على خلاف التهدئة الواعية.
فحص المريض
قبل استخدام أي وسيلة تهدئة فموية على المريض، يجب فحص المريض للكشف عن اية مشاكل صحية. قبل استخدام التهدئة، يقوم الأطباء بالتعرف على وجود أي واحدة من المشاكل التالية:
1-حساسية ضد أنواع من الأدوية
2-ارتفاع ضغط الدم
3-عجز القلب
4-الكلية
5-أنواع أخرى من الحساسيات، مثل حساسية اللاتكس.
6-حصول سكتة دماغية في التاريخ المرضي أو نوبة إفقارية عابرة (التي من الممكن ان تسببها وسائل التهدئة الفموية).
7-الاضطرابات العصبية العضلية (مثل ضمور العضلات) muscular dystrophy)).
8-لائحة من الأدوية والمكملات العشبية التي يستعملها عدد من المرضى.
أي مريض ينطبق عليه هذه النقاط يجب أن يقوم بإجراءات خاصة به للتقليل من أخطار الإصابة بمشاكل صحية بسبب أساليب التهدئة.
وبالإضافة إلى الاحتياطات التي سبق ذكرها، يجب إجراء مقابلات مع المرضى لتحديد إن كانت لديهم أي حالات مرضية من الممكن ان تؤدي إلى مضاعفات خلال إجراءات العلاج.
أي إصابات في الرأس أو الرقبة أو العمد الفقري، أو تشخيص هشاشة العظام يجب ان تسجل.